# Nils Dunkel
Nils Dunkel (* 20. Februar 1997 in Erfurt) ist ein deutscher Turner. Er nahm an den Olympischen Sommerspielen 2024 in Paris teil und erreichte dort das Finale im Einzelmehrkampf. 2025 wurde er bei den Europameisterschaften im Gerätturnen in Leipzig Europameister am Barren.

## Karriere
Dunkel nahm an den Olympischen Jugend-Sommerspielen 2014 in Nanjing teil und belegte dort den achten Platz im Finale am Barren sowie den zwölften Platz im Finale im Einzelmehrkampf. An Weltmeisterschaften nahm er erstmals 2017 in Montreal teil. Bei den Turn-Europameisterschaften 2018 in Glasgow erreichte er den vierten Platz im Finale am Barren sowie den vierten Platz beim Mannschaftsmehrkampf. Wegen einer Fußverletzung konnte er an den Weltmeisterschaften 2019 in Stuttgart nicht teilnehmen.
In der Deutschen Turnliga startet Dunkel für die TuS Vinnhorst.
Im Juni 2021 wurde er vom DTB für die Olympischen Sommerspiele 2020 in Tokio nominiert. Dort erreichte Dunkel zusammen mit Lukas Dauser, Philipp Herder und Andreas Toba durch den fünften Platz in der Qualifikation das Finale im Mannschaftsmehrkampf. In diesem trat Dunkel am Pauschenpferd, an den Ringen, am Barren und am Reck an. Die Mannschaft belegte abschließend den achten Platz. 
2022 gewann er bei den European Championships 2022 in München die Bronzemedaille am Pauschenpferd.
2024 nahm Dunkel bei den Olympischen Sommerspielen 2024 in Paris teil. Er erreichte als einziger Deutscher Turner das Finale im Mehrkampf und schloss dieses auf dem 18. Platz ab. 2025 wurde er bei den Heim-EM in Leipzig Europameister am Barren.

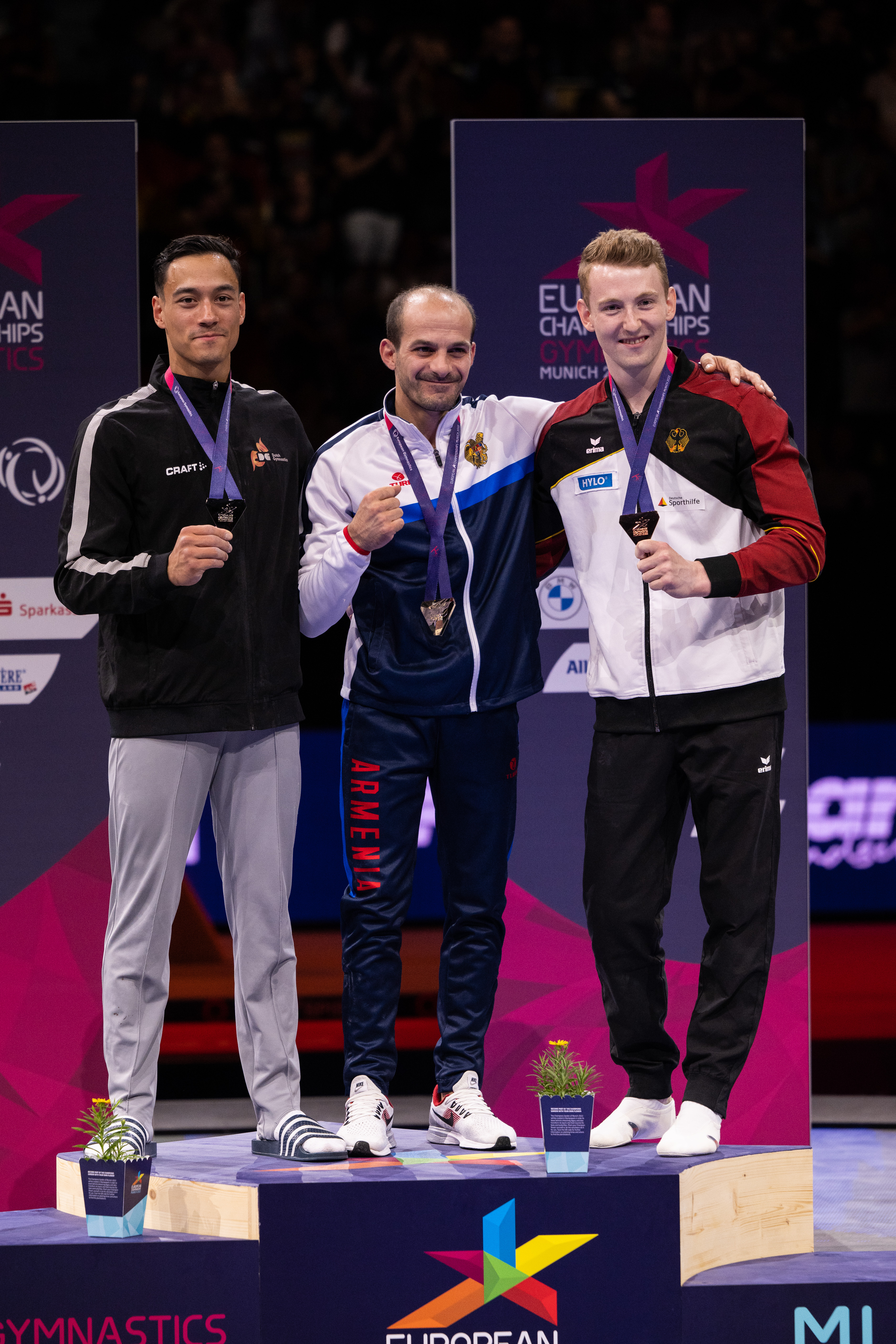
Nils Dunkel (rechts) bei der EM 2022 mit Harutjun Merdinjan (Mitte) und Loran de Munck (links)

## Privates
Nils Dunkel ist Sportsoldat (Stabsunteroffizier) und gehört der Sportfördergruppe Berlin der Bundeswehr an.